# ويليام كوكبورن
ويليام كوكبورن (بالإنجليزية: William Cockburn)‏ (و. 1902 – 1975 م) هو لاعب هوكي الجليد كندي، ولد في تورونتو، شارك في الألعاب الأولمبية الشتوية 1932، مركز لعبه هو حارس مرمى ‏، توفي في وينيبيغ، عن عمر يناهز 73 عاماً.

## روابط خارجية
- ويليام كوكبورن على موقع EliteProspects.com (الإنجليزية)
- ويليام كوكبورن على موقع Eurohockey.com (الإنجليزية)
- ويليام كوكبورن على موقع أوليمبيديا (الإنجليزية)